# Scaphosepalum grande
Scaphosepalum grande är en orkidéart som beskrevs av Friedrich Fritz Wilhelm Ludwig Kraenzlin. Scaphosepalum grande ingår i släktet Scaphosepalum och familjen orkidéer. Inga underarter finns listade i Catalogue of Life.